# Adrien Nieuwenhuys

Nieuwenhuys (midden) met Belgische diplomaten (1938)

Adrien Jules Emmanuel Nieuwenhuys (Brussel,  21 november 1877 - Ukkel, 1 september 1952) was een Belgisch diplomaat.

## Biografie
Adrien Nieuwenhuys was een zoon van Auguste Nieuwenhuys en Jeanne Bosquet. Hij was een kleinzoon van Adolphe Bosquet, een achterkleinzoon van Balthazar Bourgeois, en een broer van Jean (John) Nieuwenhuys, burgemeester van Beuzet, die met een kleindochter van Ernest Solvay trouwde.
In 1902 trad hij in dienst van Buitenlandse Zaken. Hij was ambassadesecretaris in Parijs en van 1909 tot 1914 Berlijn. Na de Eerste Wereldoorlog was hij in Brussel protocolchef. In 1920 keerde hij als ambassaderaad terug naar Berlijn. In 1924 nam hij de leiding van de legatie in Luxemburg op zich, vanaf 1930 als gevolmachtigd minister. In 1936 werd hij ambassadeur in Wenen en van 1939 tot 1945 ambassadeur bij de Heilige Stoel.